# Super Bowl XLVIII
El Super Bowl XLVIII fue la 48.ª edición del torneo de fútbol americano Super Bowl, sancionado por la National Football League (NFL). Se celebró el 2 de febrero de 2014 en el MetLife Stadium de East Rutherford. El encuentro fue disputado entre los Denver Broncos (AFC) y Seattle Seahawks (NFC). La patada inicial se dio a las 18:32 EST. (UTC-5).
Los Seattle Seahawks se pusieron por delante en el marcador desde la primera jugada del encuentro, siendo superiores durante todo el partido, y a punto estuvieron de dejar a Denver Broncos con un 0 en su marcador, algo que nunca ha sucedido en una Superbowl.

## Periodo de eliminación

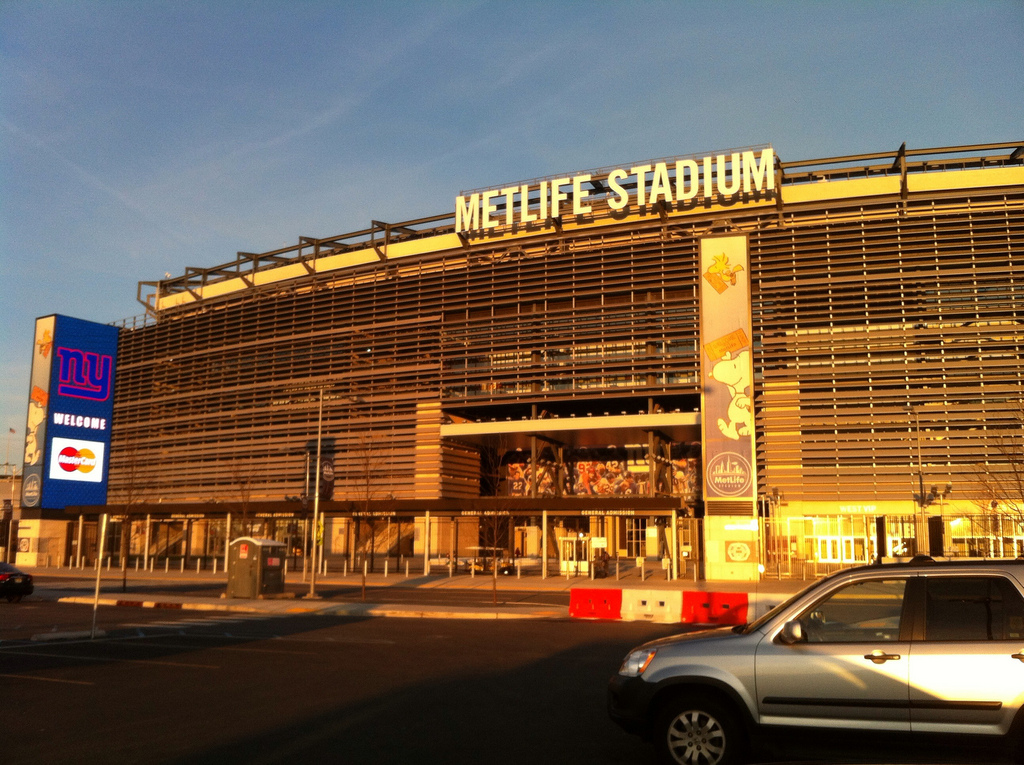
MetLife Stadium en East Rutherford fue elegido para celebrar el Super Bowl XLVIII.

Tres estadios fueron considerados para que se realizara el juego:
1. MetLife Stadium, East Rutherford, Nueva Jersey.[1]
2. Raymond James Stadium, Tampa, Florida.[2]
3. Sun Life Stadium, Miami Gardens, Florida.[3][4]

La primera ciudad en ser eliminada fue Tampa, en Florida, debido a que es la ciudad donde más Super Bowls se han realizado. Posteriormente se eliminó la ciudad de Miami, de modo que ganó Nueva Jersey.
Este fue el primer Super Bowl «frío», debido a que Nueva Jersey es muy frío en esa época del año (incluso se habló de probabilidad de nieve durante el partido). 
En el espectáculo de medio tiempo actuaron Bruno Mars y los Red Hot Chili Peppers.

## Equipos en el Super Bowl XLVIII

### Seattle Seahawks
Seattle terminó la temporada 13-3, ganando la NFC Oeste división y la ventaja de local en los playoffs. El equipo anotó 417 puntos durante la temporada, mientras que solo permitió 231.
La ofensiva fue encabezada por el quarterback de segundo año Russell Wilson, quien fue una selección de segunda ronda del draft y que en los campos de entrenamiento se ganó el puesto de titular, llevando al equipo a una victoria de playoffs en su temporada de novato. Terminó su segundo completando 63.1 por ciento de sus pases para 3,357 yardas y 26 touchdowns, con solo 9 intercepciones, mientras que también corrió para 539 yardas y otra anotación. Su índice de pasador de 101.2 ocupó él séptimo en la NFL, y así en el primer quarterback en la historia con un índice de pasador de tres dígitos en sus dos primeras temporadas hizo. Su principal blanco fue al Pro Bowl receptor de Oro Tate, quien atrapó 64 pases para 898 yardas y 5 touchdowns. Tate fue también un activo importante en los equipos especiales, regresando 51 patadas de despeje para 585 yardas (segundo en la NFL). Otros objetivos clave incluyen Doug Baldwin (50 recepciones, 775 yardas, 5 touchdowns) y el ala cerrada Zach Miller (33 recepciones, 387 yardas, 5 touchdowns). Corredor de Pro Bowl Marshawn Lynch fue el líder corredor del equipo con 1,257 yardas y 12 touchdowns. Él era también un receptor confiable, que acarreaba en 36 pases para 316 yardas y dos anotaciones más. La línea ofensiva de los Seahawks fue liderado por el centro de Pro Bowl Max Unger. Kicker Steven Hauschka clasificó cuarto en la NFL en puntos (143 puntos) y en segundo lugar en porcentaje de gol de campo (94,3%, 33/35). 
Seattle tuvo la mejor defensiva de la NFL, lo que lleva a la NFL en menor cantidad de yardas permitidas por juego (273.6), menor cantidad de puntos permitidos (231), y la mayor cantidad de robos de balón. En la línea ofensiva destacaba de Cliff Avril y Michael Bennett quienes lograron 8 sacks. Avril también obligó 5 balones sueltos, mientras que Bennett recuperó tres, devolviéndolos para 39 yardas y un touchdown. El tackle defensivo de Clinton McDonald también hizo un gran impacto con 5.5 capturas, 2 balones sueltos recuperados y una intercepción. El apoyador Bobby Wagner lideró al equipo en tacleadas combinados (120), y al mismo tiempo acumular 5 capturas y dos intercepciones. Pero el mejor aspecto de la defensa era su secundaria conocida como la "Legión de Boom", que envió a tres de sus cuatro titulares para el Pro Bowl: el esquinero Richard Sherman, quien lideró a la NFL en intercepciones (8, con 125 yardas de vuelta), junto con el profundo libre Earl Thomas (5 intercepciones, 105 tackles, 2 balones sueltos forzados) y el profundo fuerte Kam Chancellor (99 tacleadas, 3 intercepciones, 78 yardas de vuelta).

### Denver Broncos
Denver terminó la temporada 13-3, por segundo año consecutivo, ganando la división AFC Oeste y la ventaja de local en los playoffs. Los Broncos tuvieron la mejor ofensiva de la NFL, liderando la liga en puntos anotados (606, el total más alto en la historia de la NFL) y yardas ganadas (7313). El delito era tan explosiva que anotaron puntos en su primera posesión en al menos ocho partidos consecutivos camino a los playoffs. Durante el Juego de Campeonato de la AFC ante los Patriots de Nueva Inglaterra se rompió esa racha, solo para anotar en la primera posesión de la segunda mitad. 
Peyton Manning firmó con Denver para la temporada 2012, llevando al equipo a un récord de 13-3. Sin embargo, el año terminó en decepción, con el equipo de perder en la ronda divisional de los playoffs. Ahora en su segundo año como titular del equipo, Manning registró una de las mejores temporadas de cualquier quarterback en la historia de la NFL, liderando la liga en pases completos, intentos, yardas y pases de touchdown. Sus 5,477 yardas y 55 pases completos de touchdown ambos establecieron nuevos récords de la NFL. Sus 450 pases completos fueron el segundo total más alto en la historia de la NFL, y su índice de pasador de 115.1 en segundo lugar en la liga. Llevando de paso a receptor de Denver fue receptor de Pro Bowl Demaryius Thomas, quien atrapó 92 pases para 1,430 yardas y 14 touchdowns. Pero Manning tenía un montón de otras opciones confiables, incluyendo Eric Decker (97 recepciones, 1,288 yardas, 11 touchdowns), Wes Welker (73 recepciones, 778 yardas, 10 touchdowns) y ala cerrada Julius Thomas (65 recepciones, 788 yardas, 12 touchdowns). En general, hicieron Denver en el primer equipo en la historia de la NFL nunca contar con cuatro jugadores con al menos 10 recepciones de touchdown en una temporada. El corredor Knowshon Moreno fue el líder corredor del equipo con 1,038 yardas y 10 touchdowns, mientras que también la captura de 60 pases para 548 yardas y otros 3 puntuaciones. El corredor novato Montee bola fue también un gran contribuyente con 554 yardas por tierra, 4 touchdowns y 20 recepciones. La línea ofensiva de El equipo contó con la guardia de Pro Bowl Louis Vasquez . En equipos especiales, Pro kicker Tazón Matt Prater ocupó el segundo lugar en la NFL en puntos (150 puntos) y primero en porcentaje de gol de campo (96,2%, 25/26). Su única falla del año fue de 52 yardas, y se estableció un nuevo récord de la NFL para el gol de campo más largo jamás realizado (64 yardas).
El ala defensiva Shaun Phillips anclado línea de los Broncos con 10 capturas, mientras que el apoyador Danny Trevathan acumuló 129 tackles combinados, tres balones sueltos forzados y tres intercepciones. El apoyador Malik Jackson también fue un componente clave de la defensa con 42 tacleadas y 6 sacos, lo que ayuda a compensar la pérdida de Von Miller, quien tuvo 5 capturas en 9 partidos antes de sufrir una lesión de final de temporada. Los esquineros Dominique Rodgers-Cromartie y Chris Harris lideraron el secundario con 3 intercepciones cada uno.

## Radio

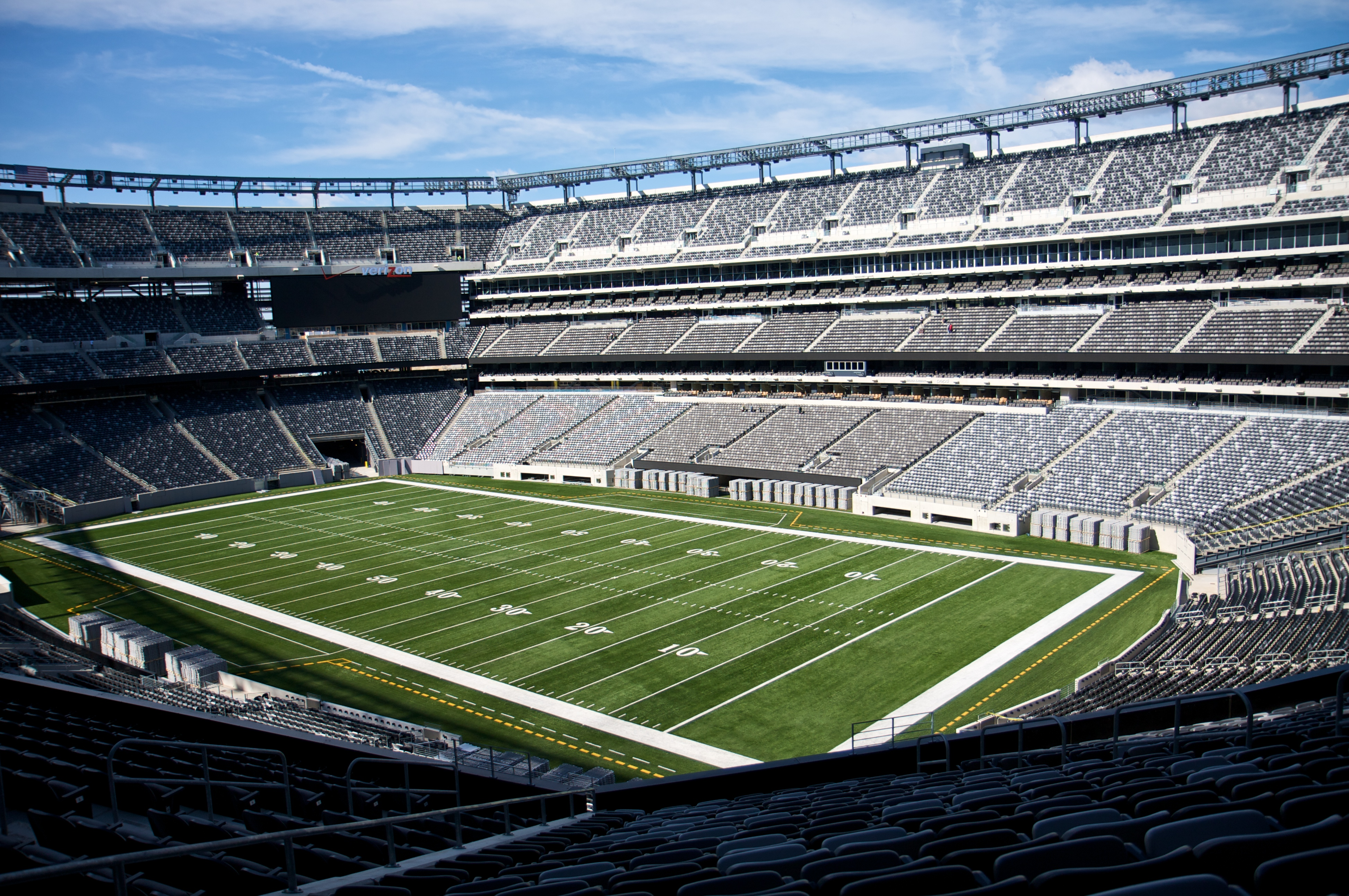
New Meadowlands Stadium, 2010.

## Entretenimiento

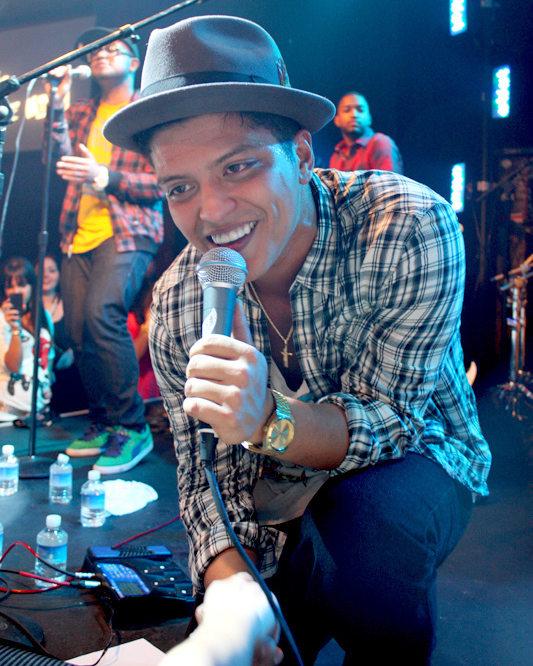
Bruno Mars, artista que actuó en el descanso.

## Playoffs